# محوطه جیرکشان
محوطه جیرکشان مربوط به دوران‌های تاریخی پس از اسلام است و در شهرستان رودسر، بخش رحیم آباد، روستای شوئیل واقع شده و این اثر در تاریخ ۲۷ بهمن ۱۳۸۲ با شمارهٔ ثبت ۱۰۹۸۳ به‌عنوان یکی از آثار ملی ایران به ثبت رسیده‌است.